# Stemodia lythrifolia
Stemodia lythrifolia är en grobladsväxtart som beskrevs av Ferdinand von Mueller och George Bentham. Stemodia lythrifolia ingår i släktet Stemodia och familjen grobladsväxter. Inga underarter finns listade i Catalogue of Life.